# 2003 OFC女子ネイションズカップ
2003 OFC女子ネイションズカップは、2003年4月5日から4月13日にかけて、オーストラリアのキャンベラで開催された第7回目のOFC女子ネイションズカップである。本来は2002年11月19日から11月29日にかけて開催される予定だったが、アメリカ領サモア、タヒチ、トンガの参加辞退により参加チームが7チームになったため、スケジュールが変更になった。さらに、フィジーとバヌアツも後に出場辞退したため、参加チームが5チームになり、再度大会スケジュールが変更になった。
この大会は、2003 FIFA女子ワールドカップのオセアニア予選（出場枠1）も兼ねており、3回目の優勝を果たしたオーストラリアが出場権を得た。

## 結果
| 順 | チーム             | 試 | 勝 | 分 | 敗 | 得 | 失 | 差  | 点 |
| -- | ------------------ | -- | -- | -- | -- | -- | -- | --- | -- |
| 1  | オーストラリア     | 4  | 4  | 0  | 0  | 45 | 0  | +45 | 12 |
| 2  | ニュージーランド   | 4  | 3  | 0  | 1  | 29 | 2  | +27 | 9  |
| 3  | パプアニューギニア | 4  | 2  | 0  | 2  | 10 | 21 | −11 | 6  |
| 4  | サモア             | 4  | 1  | 0  | 3  | 3  | 39 | −36 | 3  |
| 5  | クック諸島         | 4  | 0  | 0  | 4  | 1  | 26 | −25 | 0  |

| 2003年4月5日 |

| クック諸島    | 1 - 5 | パプアニューギニア                                                    |
| レイキー 29分 |       | マティーズ 21分 · コナラライ 23分 · リマビ 40分, 87分 · バナバス 42分 |

| ベルコネン・サッカーセンター（キャンベラ） 観客数: 250人 |

| 2003年4月5日 |

| オーストラリア | 19 - 0 | サモア |
| ピータース 5分, 35分, 50分, 79分 · ゴレビオウスキ 16分, 42分, 46分, 61分 · デイヴィス 18分 · スモール 41分, 78分 · マン 53分, 58分, 85分, 87分 · ウェインライト 55分 · スレイター 56分, 57分 · ガリョック 72分 |        |        |

| ベルコネン・サッカーセンター（キャンベラ） 観客数: 750人 |

| 2003年4月7日 |

| オーストラリア | 11 - 0 | クック諸島 |
| クロフォード 8分, 17分 · デイヴィス 11分 · アラギッチ 34分, 62分 (PK) · カープ 37分, 81分 · ホンク 59分 · スモール 65分 · ウィルソン 71分, 82分 |        |            |

| ベルコネン・サッカーセンター（キャンベラ） 観客数: 600人 |

| 2003年4月7日 |

| サモア | 0 - 15 | ニュージーランド |
|        |        | ジャックマン 5分, 9分, 24分, 50分 · フェラーラ 7分, 10分, 32分 · スミス 11分, 12分, 42分, 65分, 87分 · ムーアウッド 41分 · ケインズリー 80分, 82分 |

| ベルコネン・サッカーセンター（キャンベラ） 観客数: 200人 |

| 2003年4月9日 |

| クック諸島 | 0 - 9 | ニュージーランド |
|            |       | フェラーラ 4分, 22分 · ジャックマン 13分, 33分, 49分 · スミス 30分 · ヘンダーソン 53分 · シンプソン 59分 · マクカーヒル 88分 |

| ベルコネン・サッカーセンター（キャンベラ） 観客数: 250人 |

| 2003年4月9日 |

| オーストラリア | 13 - 0 | パプアニューギニア |
| マン 5分, 41分, 49分, 55分 · ピータース 17分 · ソールズベリー 29分, 81分 (PK) · アラギッチ 46分 · ゴレビオウスキ 59分, 71分 · ガリョック 60分, 78分, 89分 |        |                    |

| ベルコネン・サッカーセンター（キャンベラ） 観客数: 600人 |

| 2003年4月11日 |

| パプアニューギニア | 0 - 5 | ニュージーランド                                           |
|                    |       | スミス 7分 · ジャックマン 12分, 47分, 59分 · ダンカン 68分 |

| ベルコネン・サッカーセンター（キャンベラ） 観客数: 250人 |

| 2003年4月11日 |

| クック諸島 | 0 - 1 | サモア        |
|            |       | ローミア 77分 |

| ベルコネン・サッカーセンター（キャンベラ） 観客数: 250人 |

| 2003年4月13日 |

| パプアニューギニア                                                | 5 - 2 | サモア                      |
| バナバス 27分, 80分 · マティーズ 30分 · ノムビ 51分 · ランタ 71分 |       | タライ 74分 · ペレジア 87分 |

| ベルコネン・サッカーセンター（キャンベラ） 観客数: 550人 |

| 2003年4月13日 |

| オーストラリア                  | 2 - 0 | ニュージーランド |
| ピータース 24分 · スモール 49分 |       |                  |

| ベルコネン・サッカーセンター（キャンベラ） 観客数: 2,200人 |

## 優勝国
| 2003 OFC女子ネイションズカップ優勝国 |
| ------------------------------------ |
| · オーストラリア · 3大会連続3回目    |

## 得点ランキング
- マイア・ジャックマン - 10
- エイプリル・マン - 8
- ニコラ・スミス  - 7

## 他大会出場権獲得国
2003 FIFA女子ワールドカップ
- オーストラリア（優勝）